# The Screamers
The Screamers — американський електропанк гурт, заснований 1975 року. Були представниками першої хвилі лос-анджелеського панк-року. 1978 року «Лос-Анджелес Таймс» визначив стиль гурту як «техно-панк». У документальному фільмі 2005 року під назвою Punk: Attitude, Dead Kennedys назвали Screamers гуртом, який справив ключовий вплив на Dead Kennedys та одним з визначних недооцінених гуртів в історії рок-музики.
The Screamers вирізнялися використанням незвичних як для такої музики інструментів: синтезатора ARP Odyssey і електропіаніно (родес-піано). Також час од часу в їхніх виступах брали участь додаткові музиканти, такі як скрипалі та жіночий вокал. Гурт перетворював кожен концерт на театралізовану виставу, в центрі якої був маніакальній вокаліст Томата дю Пленті. Дю Пленті і Томмі Гір, клавішник і вокаліст, були головними авторами пісень гурту.
The Screamers широко висвітлювались в пресі під час і після кар'єри гурту, попри те, що ніколи не видавали записів.

## Історія
Засновники гурту Томата дю Пленті (народився як Девід Ксав'є Гарріген) і Томмі Гір спочатку співпрацювали в Сіетлі в 1975 році, де сформували гурт Tupperwares. До початкового складу Tupperwares входили Томмі Гір (у той час використовував ім'я «Melba Toast»), Томата дю Пленті і вокаліст Ріо де Жанейро, якого супроводжували Пем Ліггіг і Бен Вітц (пізніше учасниця гурту Girls), а також Білл Ріфлін (пізніше виступав у складі гуртів The Blackouts і Ministry) і тінейджер Елдон Гоук (пізніше відомий як «Ель Дуче» в складі гурту The Mentors).
Наприкінці 1976 року, після юридичних погроз від власників товарного знаку Tupperware, гурт змінив свою назву на Screamers. Томата, Томмі та вокаліст Ріо переїхали до Лос-Анджелес, полишивши інших членів гурту. Невдовзі після прибуття туди, вокаліст Ріо-де-Жанейро покинув гурт через творчі розбіжності, а натомість вони запросили Девіда Брауна і барабанщика K. K. Барретта. Браун невдовзі покинув гурт, заснувавши основоположний панк-лейбл Dangerhouse Records і його замінив Пол Ресслер.
The Screamers створили ажіотаж у пресі ще до того, як зіграли свій перший концерт. Сдудійніф фотографії гурту стали з'являтися в журналах ще до того, як склад гурту остаточно сфомувався. Художник Гері Панте створив логотип гурту, на якому зображена голова, що кричить, з шипоподібним волоссям. Ця картинка стала одним із найбільш упізнаваних образів панк-року.
З 1977 по 1979 рік the Screamers стали сенсацією в рок-клубах Лос-Анджелеса, продаючи багаторазові вечірні концерти в клубі Whisky a Go Go. Вони були першим гуртом, який, не маючи контракту, став хедлайнером престижного клубу Роксі. У цей період вони також здійснили кілька коротких турне, відігравши в Нью-Йорку, в клубах CBGB та Hurrah в 1978 і 1979 роках.
Описуючи в липні 1979 їхній виступ, музичний критик Роберт Гілберн з газети «Лос-Анджелес Таймс» відзначив «надзвичайну енергетику вокаліста Томати на сцені». За словами Гілберна, "волосся Томати було змащене, роблячи його схожим на людину, яка тільки що всунула палець в розетку. Його виступ віддзеркалював нервове, невпинне занепокоєння когось, чиї проблеми навіть глибші… до кінця 40-хвилинного виступу дю Пленті проходив через той самий розпад, як людина, яка в нас викликає асоціації з такими книгами, як «1984». Зрештою, смокінг, футболка і краватка розірвані, залишивши його символічно голим у своїй спробі зберегти деяку гідність та індивідуальність. Як ніби раптово поміщений у тіло іншої людини, він питає з жахом: «Хто я?»
The Screamers не видали жодного офіційного синглу, хоча з того часу з'явилося декілька неофіційних записів (бутлегів) з репетицій чи концертів. Деякий час гурт мав намір видати свій дебютний альбом тільки у форматі відео (незвичний підхід як для того часу, до появи MTV і поширення VCR), і вони потратили час і ресурси на створення невеликої кіностудії. Попри деякі наполегливі зусилля, на початку 1980-х гурт припинив існування, перш ніж зміг реалізувати свої плани. Ресслер приєднався до іншого «синтпанк»-гурту Nervous Gender. Інші учасники гурту не продовжували музичну кар'єру, хоча К. К. Барретт возз'єднався з Ресслером, щоб виконати кілька пісень Screamers наприкінці 2000 року, в пам'ять про Томату дю Пленті, який незадовго до того помер у Сан-Франциско в серпні 2000 року.